# Sterculia macrophylla
Sterculia macrophylla är en malvaväxtart som beskrevs av Étienne Pierre Ventenat. Sterculia macrophylla ingår i släktet Sterculia och familjen malvaväxter. Inga underarter finns listade i Catalogue of Life.